# 小行星1423
小行星1423（1423 Jose）是一颗围绕太阳公转的小行星。1936年8月28日，約瑟夫·胡納茲（Joseph Hunaerts）在于克勒发现了此天体。
該小行星以義大利天文學家埃米利奧·比安奇（Emilio Bianchi）的小女兒朱塞佩娜·比安奇（Giuseppina Bianchi）命名。
这颗小行星的绝对星等为319.3452606630926等。